# Godbringen
Godbringen (luxemburgisch Guedberⓘ, französisch Godbrange) ist eine Ortschaft in der Gemeinde Junglinster im Kanton Grevenmacher im Großherzogtum Luxemburg.

## Lage
Godbringen liegt rund 3 km nördlich von Junglinster an der CR 130. Weitere Nachbarorte sind Altlinster im Südwesten, Schiltzberg im Westen und Heffingen im Norden. 

## Geschichte
Das Terrain des heutigen Godbringen war schon zur Keltenzeit besiedelt. 
1806 ließ Mathias Schergen ein Wegekreuz errichten und ließ sich 1810 im Dorf nieder. 1814 quartierten sich deutsche und russische Truppen in Godbringen ein.
Im September 1843 eröffnete die Schule von Godbringen. Anfangs wurden auch die Kinder aus Altlinster in der Schule unterrichtet.
1879 beschloss die ortsansässige Familie Schergen, eine neue Kirche in Godbringen erbauen zu lassen. 
Im Jahr 1924 wurde eine Molkerei gebaut, die bereits 1936 durch einen Neubau ersetzt wurde. 
Beim Durchmarsch deutscher Truppen im Jahr 1940 wurden drei Menschen getötet. Im Zweiten Weltkrieg wurde eine Familie aus Godbringen umgesiedelt und zwei Menschen aus Godbringen wurden entführt. 
1950 wurde der noch heute bestehende Mandolinenverein Godbringen gegründet.